# Front pour la libération et la reconstruction nationales
Le Front pour la Libération et la Reconstruction Nationales fut un mouvement rebelle au pouvoir du président d'Haïti Jean-Bertrand Aristide et participa à sa chute lors du coup d'État de 2004 à Haïti.

## Histoire
Le Front pour la Libération et la Reconstruction Nationales fut baptisé ainsi par son chef, Buteur Métayer qui était responsable d'un mouvement nommé antérieurement "Front de la Résistance Révolutionnaire d'Artibonite".  
Buteur Métayer avait pris la succession de son frère, Amiot Métayer, après la mort de celui-ci assassiné en septembre 2003, à la tête de l'"Armée cannibale". Buteur renomma cette organisation armée "Front de la Résistance Révolutionnaire d'Artibonite".
Au début de l'année 2004, le mouvement de Buteur Métayer contrôlait la ville des Gonaïves et le département de l'Artibonite. En février 2004, le Front pour la Libération et la Reconstruction Nationales prenait le contrôle des villes de Cap-Haïtien, Grand-Goâve et Saint-Marc.
Le Front pour la libération et la réconstruction Nationales reçut le renfort du chef para-militaire Guy Philippe et du chef du mouvement d'extrême droite Front pour l'Avancement et le Progrès Haitien (anciennement le FRAPH), Louis-Jodel Chamblain avec leurs forces venues de la République dominicaine. La ville de Hinche est conquise par la rébellion.
Après la fuite du président Aristide, le nouveau pouvoir représenté par Gérard Latortue, vint à Gonaïves rendre hommage à Amiot Métayer et aux combattants du Front pour la Libération et la Reconstruction Nationale, salués comme des "combattants de la liberté". 
En décembre 2004, Guy Philippe prendra la tête du Front pour la Reconstruction Nationale à la place de Buteur Métayer, malade qui mourra d'une insuffisance rénale aiguë quelques mois plus tard.